# 김성연 (가수)
김성연(2002년 6월 18일 ~ )은 대한민국의 가수이자 타키엘 레코즈 소속이며 대한민국 보이 그룹 13파운드. 2021년 싱글 앨범 [MINT]로 데뷔했다.

## 방송
- 믹스나인 (2017)
- YG 보석함 (2018)
- PRODUCE X 101 (2019) - 발표순위 45위

## 음반
- MINT (2021)

## 기타
- DIVE <연속재생> (2021) - 피처링/작사/작곡
- 송치원 <기약> (2024) - 피처링/작사/작곡